# Правосуддя для всіх
«Правосуддя для всіх» (англ. …And Justice for All) — американська судова драма 1979 року.

## Сюжет
Адвокат-ідеаліст Артур Керкленд наполегливо бореться за справедливість і «правосуддя для всіх». Утім його зусилля переважно виявляються марними. Через юридичні формальності ув'язнюють невинну людину, інший клієнт загруз у сфабрикованій проти нього справі. На довершення до всього, саме Артурові випадає неприємна справа захищати у суді продажного суддю Флемінґа від звинувачень у зґвалтуванні. Цю справу він і радий був би програти, але, проваливши захист, герой зрадить своїм принципам.